# Desposyni
Als Desposyni (altgriechisch δεσπόσυνοι despósynoi „Verwandte des Herrn“) wurden in der Alten Kirche vermeintliche Nachkommen der Geschwister Jesu bezeichnet.
Den Begriff prägte Julius Africanus in einem Brief an Aristides, der nur im Exzerpt des Eusebius von Caesarea erhalten ist. Im Zusammenhang geht es um die Abweichungen der Stammbäume Jesu in den Evangelien nach Matthäus und nach Lukas: Im jüdischen Volk seien umfangreiche genealogische Aufzeichnungen tradiert worden, die Herodes aber aus Missgunst habe vernichten lassen, um seine eigene idumäische Abstammung zu relativieren. „Einige wenige jedoch“, fuhr Africanus fort, „konnten, weil sie sich entweder aus dem Gedächtnis oder durch Benützung von Abschriften Privatregister besorgt hatten, sich rühmen, die Erinnerung an ihre edle Abstammung gerettet zu haben. Zu diesen gehörten die Erwähnten, welche wegen ihrer Beziehung zu dem Geschlechte des Erlösers ‚Herrenverwandte’ (δεσπόσυνοι) genannt wurden und welche sich von den jüdischen Dörfern Nazareth und Kochaba aus über das übrige Land ausgebreitet und die vorliegende Ahnentafel teils nach dem Gedächtnis, teils aus ihren Familienbüchern so gut wie möglich erklärt hatten.“
Vermutlich hatten Mitglieder dieser Familie im Judenchristentum eine besondere Ehrenstellung; in Seleukia am Tigris folgten laut Gregorius Bar-Hebraeus im 3. Jahrhundert n. Chr. drei Bischöfe einander im Amt, die sich als Nachkommen des Zimmermanns Josef von Nazareth betrachteten; sie hießen Abrisios, Abraham und Jakob.